# Strujni aktivni električni izvor
Strujni izvori se u pravilu koriste razmjerno rijetko u elektrotehnici. Zbog velikog unutarnjeg otpora električnog izvora praktički se sva snaga gubi u samom izvoru što je s energetskog stanovišta neprihvatljivo. Međutim, na području elektronike se javlja potreba za strujnim izvorom kao dijelom složenijeg sklopa (generatora pilastog napona, sklopova unutar pojačala i sl.). Takvi strujni izvori izvedeni su aktivnim elektroničkim elementima s posebnim dinamičkim svojstvima te ih kao takve smatramo u širem smislu strujnim aktivnim električnim izvorima.

## Strujni aktivni električni izvor
Strujni električni izvori ili izvori konstantne struje izvedeni su aktivnim elektroničkim elementima u užem smislu, dakle prvenstveno silicijskim PNP i NPN bipolarnim tranzistorima te unipolarnim JFET i MOSFET tranzistorima, a zbog njihova velikog dinamičkog unutrašnjeg otpora.

## Jednostavan strujni električni izvor s tranzistorom
Jednostavan strujni električni izvor ili izvor konstantne struje prikazan je na slici 1. Zener dioda DZ1 stabilizira napon na bazi tranzistora Q1 u odnosu na referentni zajednički potencijal (često nazvan masa, odn. uzemljenje). Uz ispravan izbor radnih točaka Zener diode i tranzistora te strujnog pojačanja tranzistora, kolektorska struja koja teče kroz opterećenje bit će praktički jednaka emiterskoj struji i isključivo ovisna o vrijednosti električnog otpora R2. Unutarnji otpor ovakvog izvora konstantne struje jednak je dinamičkom izlaznom otporu tranzistora koji je u ovakvim uvjetima izrazito velik te se prikazana izvedba u stvarnoj izvedbi po svojim karakteristikama ne razlikuje puno od idealnog strujnog izvora. 
Nazivna vrijednost otpora R2 određena je na temelju poznatih veličina sljedećom jednakosti:
{\displaystyle R_{2}={\frac {U_{Z}-U_{BE}}{I_{R2}}}}
odnosno:
{\displaystyle R_{2}={\frac {U_{Z}-0.6}{I_{R2}}}}
jer je UBE otprilike jednak O.6 V za silicijeve tranzistore i relativno male emiterske struje. U jednakosti je Uz nazivni napon Zener diode, a IR2 je emiterska struja tranzistora - u uvjetima velikog strujnog pojačanja tranzistora Q1 vrlo približno jednaka kolektorskoj struji, odnosno konstantnoj struji strujnog izvora.
Nazivna vrijednost otpora R1 nije kritična za rad sklopa i odabire se na način da se za prikazani sklop diodi DZ1 postavi radna struja od kojih 1-2 mA.

## Jednostavan strujni izvor s tranzistorom i diodnom kompenzacijom
Struja koju daje strujni izvor prikazan na slici 1 nije toplinski dovoljno stabilna. Naime, zagrijavanjem tranzistora Q iz bilo kojeg razloga smanjuje se napon  UBE tranzistora što će imati za posljedicu i porast konstantne struje. Takva neželjena pojava kompenzira se propustno polariziranom diodom D (načinjenom od istog poluvodičkog materijala kao i tranzistor) koja će svojom U/I karakteristikom, a iz razloga što se nalazi na otprilike istoj temperaturi kao i tranzistor, kompenzirati toplinski porast kolektorske struje tranzistora Q1 (Slika 2). Nazivna vrijednosti otpora R2 izražena je dovoljno točno sljedećom jednakosti:
{\displaystyle R_{2}={\frac {U_{Z}}{I_{R2}}}}
opravdano pretpostavljajući da je propustni napon na diodi D vrlo približno jednak naponu UBE tranzistora Q1.
Strujni izvori prema slici 1 i 2 imaju kvalitetnije karakteristike ako je nazivni napon Zener diode viši i ako je otpor R2 veći (manje vrijednosti konstantne struje na izlazu). Važno je radne točke postaviti tako da radna točka tranzistora Q bude uvijek u radnom području, a izvan područja zasićenja.

## Upravljani strujni električni izvori
Aktivne strujne električne izvore u užem smislu čine elektronički sklopovi izvedeni aktivnim elektroničkim elementima sa svojstvom pojačanja, gdje je struja izvora ovisna o ulaznom naponu ili struji.

### Elektronska cijev kao upravljan aktivni strujni električni izvor
Elektronsku cijev primarno smatramo strujnim aktivnim izvorom gdje istosmjerna anodna struja ovisi o ulaznom naponu {\displaystyle u_{g}\,} koji se pojavljuje između rešetke i katode elektronske cijevi.  Razmatramo li takvu ovisnost za male izmjenične napone i struje, elektronsku cijev možemo predočiti aktivnim strujnim izvorom nazivne struje:
{\displaystyle {i_{a}}=Su_{g},\,}
gdje je S strmina elektronske cijevi (mA/V) i unutarnjeg dinamičkog otpora:
{\displaystyle R_{i}=\left|{\frac {\vartriangle U_{a}}{\vartriangle I_{a}}}\right|_{U_{g}=konst}}
gdje je napon na opteretnom otporu ovisan o međusobnom odnosu opteretnog otpora i unutarnjeg otpora elektronske cijevi. 

### Bipolarni tranzistor kao upravljan aktivni strujni električni izvor
Bipolarni tranzistor predstavlja za izmjenični električni signal strujno upravljan električni izvor struje i predstavljamo ga nadomjestnim izvorom nazivne struje:
{\displaystyle {i_{c}}=h_{FE}i_{ul}\,},
gdje je {\displaystyle h_{FE}} dinamički faktor strujnog pojačanja, a {\displaystyle i_{ul}\,} pobudna struja koja teče kroz bazu bipolarnog tranzistora. Unutarnji dinamički otpor tranzistora 
određen je kao:
{\displaystyle R_{i}=\left|{\frac {\vartriangle U_{c}}{\vartriangle I_{c}}}\right|_{I_{b}=konst}},
gdje je napon na opteretnom otporu ovisan o međusobnom odnosu opteretnog otpora i unutarnjeg otpora bipolarnog tranzistora. 

### Unipolarni tranzistor kao upravljan aktivni strujni električni izvor
Unipolarni tranzistor prikazujemo za izmjenični električni signal nadomjestnim naponski upravljanim strujnim električnim izvorom nazivne struje:
{\displaystyle {i_{s}}=Ku_{ul}\,}
gdje je K strmina unipolarnog tranzistora u radnoj točki izražena u mA/V, {\displaystyle u_{ul}\,} izmjenični napon koji se pojavljuje između vratiju (gate) i odvoda (drain) unipolarnog tranzistora, a  {\displaystyle i_{S}\,} izlazna struja. Unutarnji dinamički otpor unipolarnog tranzistora je u pravilu vrlo velik i možemo ga općenito odrediti kao:
{\displaystyle R_{i}=\left|{\frac {\vartriangle U_{S}}{\vartriangle I_{S}}}\right|_{U_{G}=konst}},
gdje je su oznake S: izvor, a G: vrata. U strujnim krugovima s unipolarnim tranzistorom napon na opteretnom otporu ovisan je praktički isključivo o opteretnom otporu.

## Primjena
Upravljani električni izvori od iznimne su važnosti na području elektronike jer čine nezamjenljivu osnovicu izvedbe pojačala i brojnih drugih elektroničkih sklopova i uređaja.